# Cristian Sorin Silvestru
Cristian Sorin Silvestru (n. 8 decembrie 1955, Baia Mare) este un chimist român, membru corespondent al Academiei Române din 2009 și membru titular din 2017.